# Джордж Паладе
Джеордже Емил Паладе (19 ноември 1912 – 8 октомври 2008) е румънски клетъчен биолог. Описван като „най-влиятелния клетъчен биолог“, през 1974 г. той е удостоен с Нобелова награда за физиология и медицина, заедно с Албер Клод и Кристиан дьо Дюв. Наградата е предоставена за иновации в електронна микроскопия и фракциониране на клетките, които заедно полагат основите на съвременната молекулярна биология на клетките.

## Научна дейност
Най-значимото му откритие са рибозомите по ендоплазмения ретикулум, което той описва за първи път през 1955 г.
Паладе получава Националния медал за наука на САЩ в областта на биологическите науки за „пионерни открития в множество фундаменални, високо организирани структури в живите клетки“ през 1986 г., а преди това е бил избран за член на Националната академия на науките на САЩ през 1961 г.